# Mitel
Mitel is een Canadese producent van telefooncentrales. Tot ongeveer 2001 was het bedrijf actief op de PABX markt, maar met de opkomst van VoIP is Mitel volledig overgestapt op de ontwikkeling van VoIP-systemen.
Mitel is gevestigd in Ottawa, Ontario en heeft wereldwijd verkoopkantoren en -agenten.

## Geschiedenis
De naam Mitel is afkomstig van de eerste letters van voornamen van oprichters Michael Cowpland en Terry Matthews en het eerste product waarmee ze in 1973 op de markt zouden komen, een Russische elektrische grasmaaier, de Lawnmower. De eerste partij grasmaaiers zou tijdens het transport verloren zijn gegaan, waarna ze zich richtten op de productie van telefoonontvangers naar een ontwerp dat Cowpland in een scriptie had ontwikkeld. Het verhaal over de grasmaaiers schijnt vooral als dekmantel te dienen voor het ontwikkelen van technologie die door het concurrentiebeding van voormalig werkgever, Microsystems International, verboden zou kunnen worden.
Door gebruik te maken van microprocessortechnologie ontwikkelde Mitel hun eerste telefooncentrale, de SX200 PBX. Dit product was zo succesvol dat de omzet fors toenam en het bedrijf fors kon groeien.
Mitel werd tussen 1985 en 2005 diverse malen object van fusies, overnames en opsplitsingen. Zo was British Telecom enige tijd de eigenaar, evenals investeerder Schroeder Ventures.
In 2001 bestond het originele Mitel uit vier bedrijven:
- Mitel Networks, heeft een USA gebaseerd bedrijf overgenomen Inter-Tel.
- Zarlink (Tsar of Links), ontwikkelaar van halfgeleiders voor netwerken.
- Mitel Knowledge, nu MKC Networks, in bezit van oprichter Matthews, producent van op SIP gebaseerde IP PBX-systemen, die via Mitel Networks worden verkocht.
- Breconridge, productie van elektronica.

In de Benelux heeft Mitel een verkoopkantoor in Utrecht en Diegem.
In november 2013 maakte het bedrijf bekend te fuseren met het Nederlandse telecombedrijf Aastra.

## Producten
- Voice-over-IP IP-PBX-systemen
- IP-telefoons
- Contact center/callcenter-applicaties
- Messaging en voicemail-applicaties
- Conferencing en collaboratie (voice/video/data)-applicaties
- Mobiele en draadloze netwerkproducten